# Bobo Burlăcianu

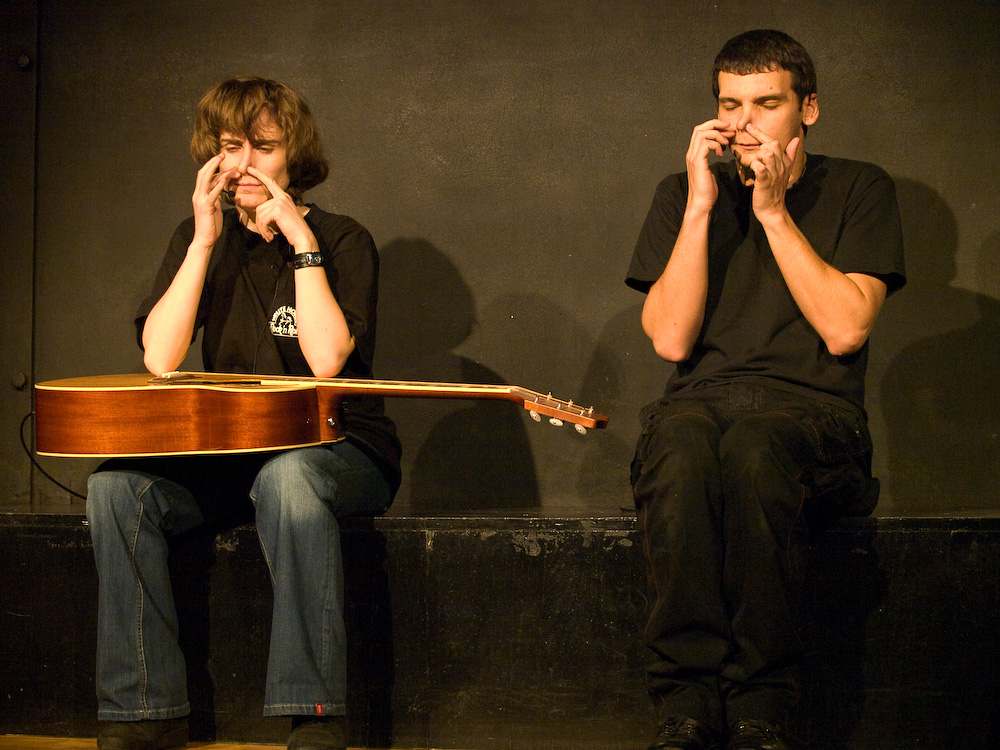
Împreună cu Ada Milea în spectacolul "Nasul", la Teatrul Act (2008)

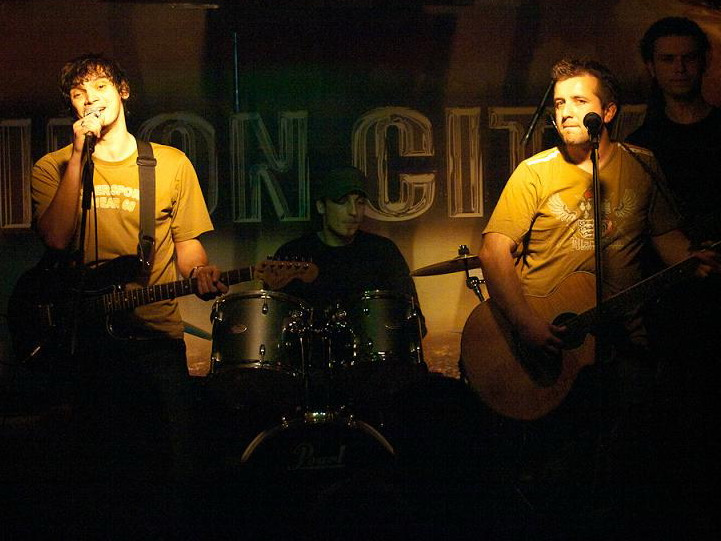
Cu Fără Zahăr în concert (2010)

Bobo Burlăcianu (n. 1 septembrie 1979, Dorohoi) este un interpret și compozitor român autodidact, membru fondator al formației Fără Zahăr.

## Biografie
A terminat în 1998 clasa de informatică a Liceului Teoretic "Grigore Ghica Vv." din Dorohoi. În 2002 este absolvent al Facultății de Biologie din cadrul Universității "Al. I. Cuza" din Iași, iar între 2007 și 2011 studiază Regie de film la Universitatea Hyperion din București.
Învață să cânte la chitară în timpul liceului și face parte din trupa de umor Patrula 0, unde îl cunoaște pe Bobi Dumitraș, viitorul coleg din Fără Zahăr. Între 1999 și 2004 activează în trupa de teatru Ludic la Casa de Cultură a Studenților din Iași.
În 2001 formează trupa Fără Zahăr și debutează în cenaclul folk Moldavia. Primul album apare în 2003 și se numește Episodu' unu: Amenințarea faitonului. Urmează albumele Episodu' 2 de la Dorohoi și Neamul lui Peneș Curcanul. Între 2004 și 2012 semnează, alături de Bobi, rubrica Voi n-ați întrebat, Fără Zahăr vă răspunde în Suplimentul de cultură. O parte din texte sunt publicate în volumul Voi n-ați întrebat, Fără Zahăr vă răspunde, de Bobi și Bobo, apărut la Editura Polirom în 2006.
În 2004 o cunoaște pe Ada Milea, cu care va colabora în spectacolele-concert Quijote, adaptare după Miguel de Cervantes, Nasul după N. V. Gogol, Deliruri și Alcool după poezii de Ion Mureșan, Insula după Gellu Naum și Cântece de iarnă.
În 2007 debutează în calitate de compozitor de muzică de spectacol cu piesa de teatru With a little help from my friends de Maria Manolescu, în regia lui Radu Apostol, la Teatrul Național Iași. Colaborează mai apoi cu teatre din București, Sibiu, Cluj-Napoca, Timișoara, Arad, Piatra Neamț. În 2018 debutează ca regizor muzical cu spectacolul concert PiSiCi la Teatrul Municipal "Matei Vișniec" din Suceava.
Anul 2020 marchează apariția unui nou disc Fără Zahăr, intitulat Comedie Amăruie.

## Discografie
| An   | Artist                                               | Album                                | Producător   |  |
| ---- | ---------------------------------------------------- | ------------------------------------ | ------------ |  |
| 2003 | Fără Zahăr                                           | Episodu' unu: Amenințarea faitonului | Zone Records |  |
| 2005 | Fără Zahăr                                           | Episodu' 2 de la Dorohoi             | Zone Records |  |
| 2005 | Ada Milea                                            | Quijote                              | A&A Records  |  |
| 2006 | Ada Milea                                            | Quixote (english version)            | A&A Records  |  |
| 2007 | Ada Milea, Bogdan Burlăcianu                         | Nasul                                | A&A Records  |  |
| 2008 | Fără Zahăr                                           | Neamul lui Peneș Curcanul            | Roton        |  |
| 2013 | Ada Milea, Bobo Burlăcianu, Cristi Rigman            | Alcool                               | Ada Milea    |  |
| 2015 | Ada Milea, Anca Hanu, Cristi Rigman, Bobo Burlăcianu | Cântece de iarnă                     | Ada Milea    |  |
| 2020 | Fără Zahăr                                           | Comedie Amăruie                      | Fără Zahăr   |  |

## Coloane sonore
| An   | Spectacol                                            | Text | Regie                                            | Producător                                                   |
| ---- | ---------------------------------------------------- | --- | ------------------------------------------------ | ------------------------------------------------------------ |
| 2007 | With a little help from my friends                   | Maria Manolescu                                                                                         | Radu Apostol                                     | Teatrul Național "Vasile Alecsandri" Iași                    |
| 2007 | LaLaLaDoDo                                           | Oana Rusu                                                                                               | Daniela Andrei                                   | Teatrul Ion Creangă București                                |
| 2008 | Re: Re: Re: Hamlet                                   | Maria Manolescu                                                                                         | Radu Apostol                                     | Teatrul Bulandra București                                   |
| 2009 | România! Te pup                                      | Bogdan Georgescu                                                                                        | David Schwartz                                   | Teatrul Național "Vasile Alecsandri" Iași                    |
| 2009 | Undo 90                                              | după Frederick Stroppel                                                                                 | Radu Apostol                                     | Teatrul Luni de la Green Hours București                     |
| 2010 | Ca pe tine însuți                                    | Maria Manolescu                                                                                         | Radu Apostol                                     | Teatrul Foarte Mic București                                 |
| 2010 | Roșia Montană - pe linie fizică și pe linie politică | Peca Ștefan, Gianina Cărbunariu, Andreea Vălean                                                         | Andreea Vălean, Gianina Cărbunariu, Radu Apostol | Teatrul Maghiar de Stat Cluj-Napoca                          |
| 2011 | Rinocerii                                            | Eugene Ionesco                                                                                          | Claudiu Goga                                     | Teatrul Național "Vasile Alecsandri" Iași                    |
| 2012 | M-am hotărât să devin prost                          | după Martin Page                                                                                        | Antonella Cornici                                | Teatrul Național Timișoara                                   |
| 2012 | Sub pământ                                           | Mihaela Michailov                                                                                       | David Schwartz                                   |                                                              |
| 2012 | Tigrul sibian                                        | Gianina Cărbunariu                                                                                      | Gianina Cărbunariu                               |                                                              |
| 2012 | Familia Offline                                      | Mihaela Michailov                                                                                       | Radu Apostol                                     |                                                              |
| 2013 | Solitaritate                                         | Gianina Cărbunariu                                                                                      | Gianina Cărbunariu                               | Teatrul Național "Radu Stanca" Sibiu                         |
| 2013 | Tipografic majuscul                                  | Gianina Cărbunariu                                                                                      | Gianina Cărbunariu                               | Teatrul Odeon București                                      |
| 2013 | Billy mincinosul                                     | Keith Waterhouse și Willis Hall                                                                         | Antonella Cornici                                | Teatrul Național "Mihai Eminescu" Timișoara                  |
| 2014 | Flori, fete, filme sau băieți                        | Mimi Brănescu                                                                                           | Antonella Cornici                                | Teatrul Clasic "Ioan Slavici" Arad                           |
| 2014 | De vânzare/For sale                                  | Gianina Cărbunariu                                                                                      | Gianina Cărbunariu                               | Teatrul Odeon București                                      |
| 2015 | Față de drepturi                                     | Mihaela Michailov                                                                                       | Radu Apostol                                     | Centrul de Teatru Educațional Replika București              |
| 2015 | Aproape de tine... încă                              | John Cariani                                                                                            | Antonella Cornici                                | Teatrul Clasic "Ioan Slavici" Arad                           |
| 2015 | Apa de mină                                          | Szekely Csaba                                                                                           |                                                  | Teatrul Act București                                        |
| 2016 | Oameni obișnuiți                                     | Gianina Cărbunariu                                                                                      | Gianina Cărbunariu                               | Teatrul Național "Radu Stanca" Sibiu                         |
| 2016 | Despre dragoste, teatru și alte catastrofe           | Călin Ciobotari                                                                                         | Antonella Cornici                                | Teatrul “Aureliu Manea” Turda                                |
| 2016 | Am căzut în cap, da-mi trece                         | după Slawomir Mrożek                                                                                    | Antonella Cornici                                | Teatrul Tineretului Piatra Neamț                             |
| 2016 | Privește înapoi cu mânie                             | John Osborne                                                                                            | Antonella Cornici                                | Teatrul "Mihai Eminescu" Botoșani                            |
| 2016 | În lumea lui Caragiale                               | adaptare de Călin Ciobotari după Schițe și povestiri de I.L.Caragiale                                   | Antonella Cornici                                | Teatrul “Aureliu Manea” Turda                                |
| 2016 | În cuvintele tale                                    | Peca Ștefan                                                                                             | Radu Apostol                                     | Centrul de Teatru Educațional Replika București              |
| 2016 | Artists Talk                                         | Gianina Cărbunariu                                                                                      | Gianina Cărbunariu                               | Arcub București                                              |
| 2017 | Familia fără zahăr                                   | Mihaela Michailov, Bobi Dumtraș                                                                         | Radu Apostol                                     | Centrul de Teatru Educațional Replika/ Teatrul Mic București |
| 2017 | Scufița Roșie                                        | Joel Pommerat                                                                                           | Diego Aramburo                                   | Teatrul Gong Sibiu                                           |
| 2017 | Dănilă Prepeleac Gem Seșăn                           | Ion Creangă                                                                                             | Octavian Jighirgiu                               | Ateneul din Iași                                             |
| 2017 | Regele moare                                         | Eugene Ionesco                                                                                          | Eliza Păuna                                      | Teatrul Țăndărică București                                  |
| 2018 | Balul sinucigasilor                                  | Josiane BALASKO, Marie-Anne CHAZEL, Christian CLAVIER, Gérard JUGNOT, Thierry LHERMITTE și Bruno MOYNOT | Iulian Furtună                                   | Teatrul Nottara București                                    |
| 2018 | Loochy și Moochy                                     | Andreea Vulpe                                                                                           | Andreea Vulpe                                    | Teatrul Masca București                                      |
| 2018 | Pisici                                               | Bobi Dumitraș și Bobo Burlăcianu                                                                        | Bobo Burlăcianu                                  | Teatrul Municipal Matei Vișniec Suceava                      |
| 2019 | Frankenstein: Creatura lui Mary                      | Diego Aramburo                                                                                          | Diego Aramburo                                   | Teatrul Gong Sibiu                                           |
| 2019 | Orașul                                               | Bobi Dumitraș                                                                                           | Bobo Burlăcianu                                  | Teatrul Luceafărul Iași                                      |
| 2021 | Metamorfoze                                          | Bobi Dumitraș, Bobo Burlăcianu                                                                          | Bobo Burlăcianu                                  | Teatrul de Nord Satu Mare                                    |
| 2021 | Pisici 2                                             | Bobi Dumitraș, Bobo Burlăcianu                                                                          | Bobo Burlăcianu                                  | Teatrul Municipal Matei Vișiniec Suceava                     |
| 2022 | OAU                                                  | Bobi Dumitraș, Antoaneta Zaharia                                                                        | Bobo Burlăcianu, Cosmin Panaite                  | Teatrul Tineretului Piatra Neamț                             |